# 初狩パーキングエリア

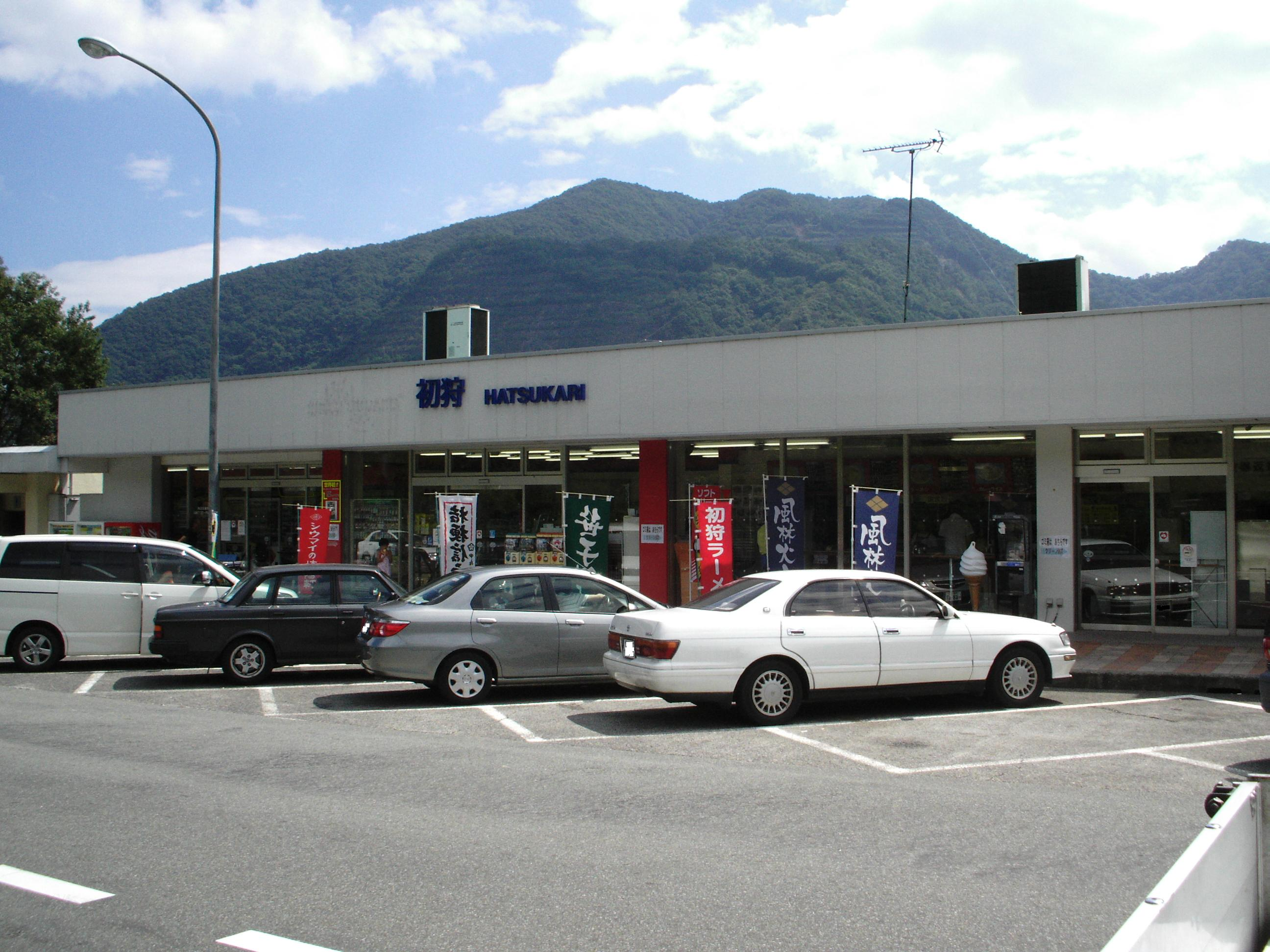
下り線

初狩パーキングエリア（はつかりパーキングエリア）は、山梨県大月市の中央自動車道上にあるパーキングエリア。

## 道路
- E20 中央自動車道

## 施設

### 上り線（東京・河口湖方面）
- 駐車場
  - 大型10台
  - 小型22台

バイク駐輪場は無いので、小型用などに駐車する。
- トイレ
  - 男性　大2（和式1・洋式1）・小5
  - 女性　10（和式3・洋式7）
    - 同伴の男児用　1

  - 車椅子用　1
- スナック（7:00-22:00）
- ショッピング（7:00-22:00）
- 自動販売機

### 下り線（長野・名古屋方面）
PAからは富士山の眺望が可能。
2019年4月に笹子トンネル天井板落下事故の慰霊碑が設置され、慰霊施設として整備された。
- 駐車場
  - 大型10台
  - 小型19台

バイク駐輪場は無いので、小型用などに駐車する。
- トイレ
  - 男性　大2（和式1・洋式1）・小5
  - 女性　7（和式2・洋式5）
    - 同伴の男児用　1

  - 車椅子用　1
- スナック（7:00-21:00）
- ショッピング（7:00-21:00）
- 自動販売機

## 沿革
- 1977年（昭和52年）12月20日 - 大月JCT-勝沼ICの開通に伴い、供用開始。
- 2012年（平成24年）12月2日 - 笹子トンネル天井板落下事故による通行止めにより、営業を休止。
- 2012年（平成24年）12月29日 - 対面通行での通行再開により、営業を再開。

## 隣
E20 中央自動車道
(10)大月IC/(11)大月JCT - 初狩PA - (12)勝沼IC - (PA)釈迦堂PA